# Over Wyresdale
 (avril 2023).
Over Wyresdale est une paroisse civile du Lancashire, en Angleterre.